# Pale Moon
Pale Moon（ペイル・ムーン）は、Goannaレンダリングエンジンで動くオープンソースウェブブラウザ。初めてのバージョンリリースは2009年。

## 開発経緯
オランダ在住のM.C.Straverによって開発。元は「Firefoxのメモリ使用量を減らし、高速化」することを念頭に置いたブラウザであり、当初はGeckoが使われていた。しかし、FirefoxのUIデザインにAustralisが採用された後、開発が難航するに至って、結局Australisの否定を行った。その後、独自アドオン、独自レンダリングエンジンを採用している。開発班には複数のオランダ人の名が挙がる。
Firefoxで廃止されつつあるXULを独自にメンテナンスし続けることも視野に入れているが、人員不足に陥っている。WaterfoxやSeaMonkeyの開発者に協力を求めているが、協力は得られていない。

## 特徴
- 64bit版が標準でサポート。Windows 10搭載フォントに完全対応。
- Firefoxと異なり、タブを下部に出す標準仕様だが、設定で上部へ変更可能。
- Firefox 28以前の外観をそのまま採用しているため、展開後容量がFirefox 45の2/3程度の59.8MBとなっている。
- 2016年1月からGeckoからフォークしたGoannaレンダリングエンジンを採用[7]。高速化が目指されている。アドオンはFirefoxの旧式アドオンとPale Moon独自アドオンが両方使用可能。
- メモリ消費量はQtWebEngineやPrestoより多い。
- start.meの協力によるスタートページ。[8]
- pdfビューアなど、ブラウジング以外の機能は一部削除されている。
- 検索エンジンにDuckDuckGoに標準で対応している。追加も可能。
- ステータスバーで表示される情報を、アドオン抜きでアドレスバーに移行できる[9]。
- Fossamail[10]と名付けられた独自のメールクライアントを選ぶことができたが、2017年8月から開発中止になっている。
- バージョンアップはfirefoxのナンバリングを当初採用したが、2016年現在では独自のナンバリングへ移行している。
  - そのほかMac、Linuxほかへの対応も比較的行き届いている。有志による非正規版による対応もある。
- 64bit版v33.3.0 (2024-08-13)より、AVX対応プロセッサを必要とするようになった。

## 歴史

### Android
かつてはAndroidにも対応していたが、リソース不足を理由にバージョン25.9.6をもって開発を終了している。